# Veverkův mlýn
Veverkův mlýn v Pařížově u Běstviny v okrese Chrudim je vodní mlýn, který stojí na řece Doubrava. Od roku 2016 je chráněn jako nemovitá kulturní památka České republiky.

## Historie
Mlýn pochází pravděpodobně z období středověku a původně se nacházel jižněji. Stály při něm dřevěné hospodářské budovy kolem malého dvora. V 19. století měl tři složení s krupníkem; složení poháněla tři kola na vrchní vodu.
Po požáru v roce 1876 byl postaven současný mlýn s hospodářskými budovami; nejstarší budova, stodola, má vročení 1877 ve štítě. Současně prodloužený náhon využil větší spád vody. Mlýn měl v té době tři kola o průměru 5 metrů a šířce 170 cm.
V roce 1881 nahradilo dvě obyčejná složení jedno složení umělecké; později toto složení doplnila válcová stolice a loupačka. Zbylé obyčejné složení mlelo párem francouzských kamenů. Od roku 1928 zajišťovala pohon Francisova turbína, která pomocí transmisí poháněla také hospodářské stroje ve stodole mlátičku a řezačku.
Poslední mlynář mlel do roku 1941 a po skončení války až do znárodnění. Roku 1968 zde byla zřízena malá vodní elektrárna s výkonem 0,007 MW.

## Popis
Voda na vodní kolo vedla náhonem od jezu přes stavidlo na turbínový domek a poté se odtokovým kanálem vracela zpět do řeky.